# Robert Edwards (fysioloog)
Robert Geoffrey Edwards (Leeds, 27 september 1925 – Cambridge, 10 april 2013) was een Brits fysioloog.
Samen met de Britse gynaecoloog Patrick Steptoe en verpleegster en embryoloog Jean Purdy was hij een pionier op het gebied van in-vitrofertilisatie bij mensen. Hij kreeg hiervoor in 2010 de Nobelprijs voor Fysiologie of Geneeskunde. Het werk van Edwards en Steptoe leidde tot de geboorte van de eerste reageerbuisbaby, Louise Brown, op 25 juli 1978.

## Biografie
Edwards was de zoon van Samuel en Margaret Edwards. Na de Manchester Central High School diende hij in het Britse leger om daarna zijn landbouwstudie af te ronden aan de Bangor-universiteit in Wales. Aansluitend studeerde hij aan het Instituut van Dierlijke Genetica van de Universiteit van Edinburgh. In 1955 ontving hij er zijn Ph.D. en in 1963 trad hij als docent toe tot de Universiteit van Cambridge. In 1985 werd hij er hoogleraar.
In 1956 trad hij in het huwelijk met Ruth Fowler, de dochter van de natuurkundige Ralph Fowler en kleindochter van Ernest Rutherford. Uit het huwelijk werden vijf dochters geboren.

## In-vitrofertilisatie
Rond 1960 begon Edwards onderzoek te doen naar in-vitrofertilisatie (ivf) bij mensen nadat de Chinese voortplantingsbioloog Min Chueh Chang (1908-1991) met succes in-vitrofertilisatie had toegepast op konijnen. In 1968 slaagde Edwards erin om een menselijke eicel te bevruchten buiten het lichaam om in een laboratorium. Samen met Steptoe wilde Edwards de volgende stap nemen: de bevruchte eicellen terugplaatsen in de baarmoeder.
Hun betrachting ondervond veel verzet en felle kritiek van de katholiek kerk en van collega-wetenschappers, waaronder een ethische afwijzing van de Britse regering om hun werk te subsidiëren, alsook vele rechtszaken. Dankzij private giften konden ze toch hun onderzoek voortzetten. Zijn doorbraak kwam in 1977 toen het echtpaar Lesley en John Brown zich bij hen meldde wegens ongewenste kinderloosheid. De behandeling slaagde en op 25 juli 1978 werd 's werelds eerste reageerbuisbaby, Louise Brown, geboren.
Daarna begonnen Edwards en Steptoe een eigen ivf-kliniek tegen kinderloosheid, de Bourn Hall Clinic.
1901: Behring · 
1902: Ross · 
1903: Finsen · 
1904: Pavlov · 
1905: Koch · 
1906: Golgi, Ramón y Cajal · 
1907: Laveran · 
1908: Mechnikov, Ehrlich · 
1909: Kocher · 
1910: Kossel · 
1911: Gullstrand · 
1912: Carrel · 
1913: Richet ·
1914: Bárány · 
1919: Bordet · 
1920: Krogh · 
1922: Hill, Meyerhof · 
1923: Banting, Macleod · 
1924: Einthoven ·
1926: Fibiger · 
1927: Wagner-Jauregg · 
1928: Nicolle · 
1929: Eijkman, Hopkins · 
1930: Landsteiner · 
1931: Warburg · 
1932: Sherrington, Adrian · 
1933: Morgan · 
1934: Whipple, Minot, Murphy · 
1935: Spemann · 
1936: Dale, Loewi · 
1937: Szent-Györgyi · 
1938: Heymans · 
1939: Domagk · 
1943: Dam, Doisy · 
1944: Erlanger, Gasser · 
1945: Fleming, Chain, Florey · 
1946: Muller · 
1947: C. Cori, G. Cori, Houssay · 
1948: Müller · 
1949: Hess, Moniz · 
1950: Kendall, Reichstein, Hench · 
1951: Theiler · 
1952: Waksman · 
1953: Krebs,Lipmann ·
1954: Enders, Weller, Robbins · 
1955: Theorell · 
1956: Cournand, Forssmann, Richards · 
1957: Bovet · 
1958: Beadle, Tatum, Lederberg · 
1959: Ochoa, Kornberg · 
1960: Burnet, Medawar · 
1961: Békésy · 
1962: Crick, Watson, Wilkins · 
1963: Eccles, Hodgkin, Huxley · 
1964: Bloch, Lynen · 
1965: Jacob, Lwoff, Monod · 
1966: Rous, Huggins · 
1967: Granit, Hartline, Wald · 
1968: Holley, Khorana, Nirenberg · 
1969: Delbrück, Hershey, Luria · 
1970: Katz, Euler, Axelrod · 
1971: Sutherland · 
1972: Edelman, Porter · 
1973: Frisch, Lorenz, Tinbergen · 
1974: Claude, De Duve, Palade · 
1975: Baltimore, Dulbecco, Temin ·
1976: Blumberg, Gajdusek · 
1977: Guillemin, Schally, Yalow · 
1978: Arber, Nathans, Smith · 
1979: Cormack, Hounsfield · 
1980: Benacerraf, Dausset, Snell · 
1981: Sperry, Hubel, Wiesel · 
1982: Bergström, Samuelsson, Vane · 
1983: McClintock · 
1984: Jerne, Köhler, Milstein · 
1985: Brown, Goldstein · 
1986: Cohen, Levi-Montalcini · 
1987: Tonegawa · 
1988: Black, Elion, Hitchings · 
1989: Bishop, Varmus · 
1990: Murray, Thomas · 
1991: Neher, Sakmann · 
1992: Fischer, Krebs · 
1993: Roberts, Sharp · 
1994: Gilman, Rodbell · 
1995: Lewis, Nüsslein-Volhard, Wieschaus · 
1996: Doherty, Zinkernagel · 
1997: Prusiner · 
1998: Furchgott, Ignarro, Murad · 
1999: Blobel · 
2000: Carlsson, Greengard, Kandel ·
2001: Hartwell, Hunt, Nurse · 
2002: Brenner, Horvitz, Sulston · 
2003: Lauterbur, Mansfield · 
2004: Axel, Buck · 
2005: Marshall, Warren ·
2006: Fire, Mello ·
2007: Capecchi, Smithies, Evans ·
2008: Zur Hausen, Barré–Sinoussi, Montagnier ·
2009: Blackburn, Greider, Szostak ·
2010: Edwards ·
2011: Beutler, Hoffmann, Steinman ·
2012: Gurdon, Yamanaka ·
2013: Rothman, Schekman, Südhof ·
2014: O'Keefe, Moser, Moser ·
2015: Campbell, Omura, Tu ·
2016: Osumi ·
2017: Hall, Rosbash, Young ·
2018: Allison, Honjo ·
2019: Kaelin, Ratcliffe, Semenza ·
2020: Alter, Houghton, Rice ·
2021: Julius, Patapoutian ·
2022: Pääbo ·
2023: Karikó, Weissman ·
2024: Ambros, Ruvkun